# رودلف نيلسن
رودلف نيلسن (بالنرويجية البوكمول: Rudolf Nilsen)‏ هو كاتب وصحفي ومؤلف وشاعر نرويجي، ولد في 28 فبراير 1901 في كريستيانية ‏ في النرويج، وتوفي في 23 أبريل 1929 في باريس في فرنسا بسبب سل.

## وصلات خارجية
- رودلف نيلسن على موقع ميوزك برينز (الإنجليزية)